# Mangialupo
La Mangialupo è una cascina agricola nel territorio del comune di Bascapè posta a sud del centro abitato in aperta campagna, tanto da essere raggiungibile solo tramite una strada sterrata. Fino al Risorgimento costituì un comune a sé stante insieme alla vicina cascina Guastalla.

## Storia
La località fu contesa nel Medioevo fra Pavia e Milano, venendo alla fine sottoposta a quest'ultima, all'interno della Pieve di San Giuliano. Nel 1751 vennero registrati solo 60 residenti, saliti a 99 nel 1805, e a 133 nel 1853.
Nel 1861 il Comune di Mangialupo, confermato in Provincia di Pavia come sotto il governo asburgico, contava ancora soltanto 131 abitanti, tanto che nel 1867 il governo italiano decise la soppressione dell'autonomia comunale, decretando l'annessione a Bascapè.